# Ballads: Into the Heart of It
Ballads: Into the Heart of It ist ein Jazzalbum von Steve Slagle. Die im August 2021 in New York City entstandenen Aufnahmen erschienen am 1. Februar 2022 auf dem Label Panorama Records.

## Hintergrund
Der in New York lebende Saxophonist Steve Slagle schloss während der COVID-19-Pandemie im August 2021 ein Projekt ab, das eine Auswahl von Balladen beinhaltet. Das Album enthält eine Mischung aus Eigenkompositionen und Klassikern, darunter Tadd Damerons „If You Could See Me Now“, die Wood/Mellin-Komposition „My One and Only Love“ und den Miles Davis/Bill Evans-Standard „Blue in Green“.
Da Slagle kein weiteres „herkömmliches“ Balladenalbum machen wollte, entwarf er neue Texturen; so wurde „Blue in Green“ von den Synthesizer-Orchestrierungen von Richard Sussman begleitet, der auch eine Schlagzeugprogrammierung auf einigen Titel schuf. Bei weiteren Stücken wirkten der Pianist Bruce Barth, Ugonna Okegwo am Bass und der Schlagzeuger Jason Tiemann. Gastsolist ist der Trompeter Randy Brecker, mit dem Slagle im Duo Thelonious Monks „Reflections“ interpretiert. Neben dem Titelstück kommt Brecker auch beim abschließenden Slagle-Stück „Big Mac“ hinzu, einer der kräftigeren Melodien mit ziemlich viel Swing, notierte Edward Blanco, die nicht sehr nach einer Ballade klingen würde, was vermutlich der Grund dafür war, dass es als ein sogenannter „Bonustrack“ behandelt wurde.

## Titelliste
- Steve Slagle: Ballads: Into the Heart of It (Panorama Records)

1. Blue in Green (Davis, Evans) 5:09
2. Le Sucrier Velours (aka The Velvet Honeypot) (Queens Suite) (Strayhorn/Ellington) 7:22
3. Reflections (Monk) 8:35|
4. My One and Only Love (Guy Wood, Robert Mellin) 3:51
5. The Heart of it (Slagle) 8:36
6. Kiss Lonely Goodbye (Stevie Wonder) 5:01
7. Si, See (Slagle) 6:28
8. If You Could See Me Now (Dameron) 7:35
9. The Four Margarets (Slagle) 3:54
10. Big Mac (Slagle) 6:48

## Rezeption

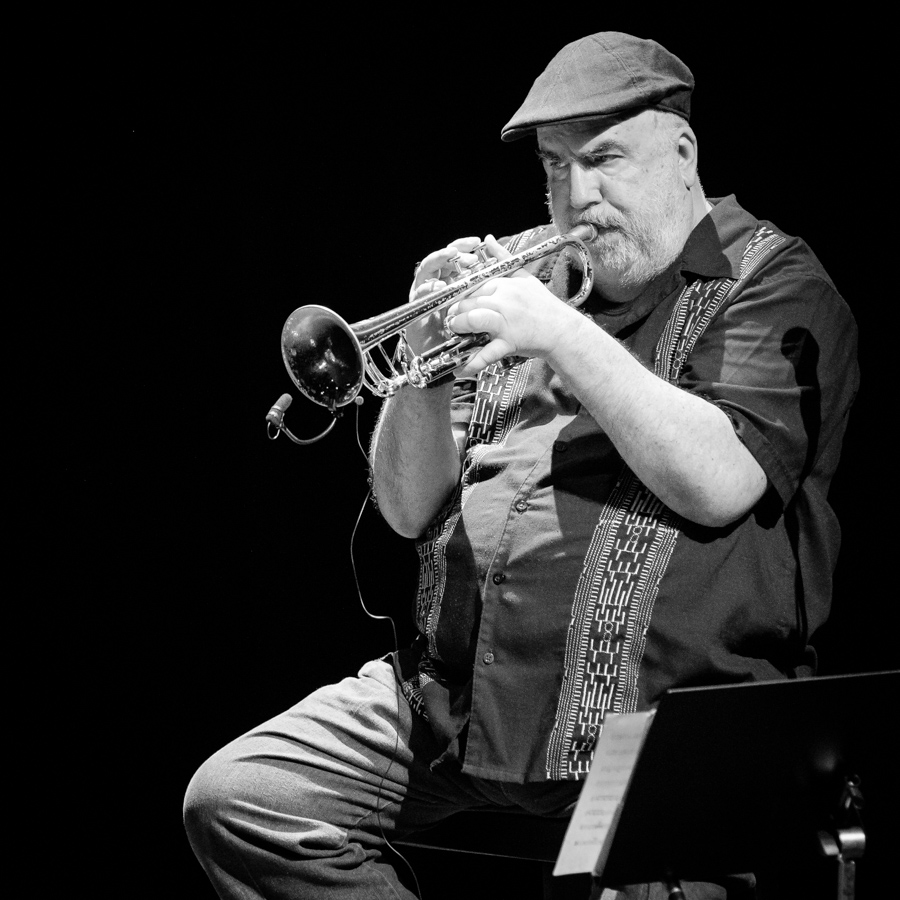
Randy Brecker beim Kongsberg Jazzfestival 2018

Nach Ansicht von Edward Blanco, der das Album in All About Jazz rezensierte, bekomme mit „Blue in Green“, eine schon oft aufgenommene Melodie eine frische neue Wendung, die ein wenig Emotion bei der Altsaxophonstimme biete. Steve Slagle liefere auch eine wunderschöne neue Interpretation von Duke Ellingtons und Billy Strayhorns „Le Sucrier Velours (Queen Suite)“ mit dem Pianisten Bruce Barth und sanfter Besenarbeit des Schlagzeugers Jason Tiemann. Bei Monks „Reflections“ würden Slagle und Brecker feinfühlige Call-and-Response-Momente bieten. Steve Slagle habe mit dem Album weiterhin einiges von der besten Jazzmusik geschaffen; seine Balladen würden ein neues Licht auf die weicheren Seiten [des Genres] werfen.
Nate Chinen meinte in Take Five bei WBGO, während man sonst den Saxophonisten Steve Slagle seit seinen Anfängen in Bands unter der Leitung von Lionel Hampton oder Carla Bley oder in der langjährigen Gruppe, die er mit dem Gitarristen Dave Stryker leitet, wahrscheinlich eher „im Feuerwerksmodus“ erleben würde, habe er in all dieser Zeit auch die Fähigkeit gezeigt, ein Ständchen zu spielen – eine Fähigkeit, die er auf seinem neuen Album in den Vordergrund rücke. Beim Titelstück würde sich Slagle in einer lockeren Beziehung zum Trompeter Randy Brecker sonnen, der sich sowohl im Balladenmodus als auch im Swing auszeichne.